# Gouvernement de Vitebsk
1802–1924
Entités précédentes :
- Gouvernement de Biélorussie

Entités suivantes :
- Oblast de Vitebsk
- Lettonie

Le gouvernement de Vitebsk (en russe : Витебская губерния) est une division administrative de l’Empire russe, puis de la république socialiste fédérative soviétique de Russie, faisant partie de la région du nord-ouest et avec pour capitale la ville de Vitebsk. Créé en 1802 le gouvernement exista jusqu’en 1924.

## Géographie
Le gouvernement de Vitebsk était bordé par les gouvernements de Vladimir, Pskov, Smolensk, Moguilev, Minsk, Wilna, Kowno, Courlande et Livonie.
Le territoire du gouvernement de Vitebsk est maintenant réparti entre les oblasts de Vitebsk (Biélorussie), Pskov, Tver, Smolensk (fédération de Russie) et la Lettonie.

## Histoire
Le gouvernement a été créé en 1802 par la division du gouvernement de Biélorussie en gouvernements de Vitebsk et de Moguilev.

## Subdivisions administratives
Au début du XXe siècle le gouvernement de Vitebsk était divisé en onze ouiezds : Velij, Vitebsk, Gorodok, Dvinsk (Dünaburg), Drissa, Lepiel, Lucyn, Nevel, Polotsk, Rejitsa (Rositten) et Sebej.

## Population
En 1897 la population du gouvernement était de 1 489 246 habitants, dont 53,0 % de Biélorusses, 17,7 % de Lettons, 13,3% de Russes, 11,7 % de Juifs et 3,4 % de Polonais.